# Depot von Langenstein
Das Depot von Langenstein (auch Hortfund von Langenstein) ist ein Depotfund der frühbronzezeitlichen Aunjetitzer Kultur (2300–1550 v. Chr.) aus Langenstein, einem Ortsteil von Halberstadt im Landkreis Harz (Sachsen-Anhalt). Das Depot befindet sich heute im Städtischen Museum in Halberstadt.

## Fundgeschichte
Das Fundjahr und die genauen Fundumstände des Depots sind unbekannt.

## Zusammensetzung
Das Depot besteht aus vier bronzenen rundstabigen Halsringen mit spitzen Enden.